# 5e division d'infanterie (Empire allemand)
Pour les articles homonymes, voir 5e division.
La 5e division d'infanterie est une unité de l'armée allemande qui participe aux guerres des duchés et austro-prussienne. Plus tard elle combat lors de la guerre franco-allemande de 1870, puis lors de la Première Guerre mondiale. Au début de ce conflit la 5e division d'infanterie fait partie de la Ire armée allemande et combat à la bataille de la Marne, elle est impliquée ensuite dans la course à la mer. La division reste sur le front ouest jusqu'en 1917 et combat lors des batailles de Verdun et de la Somme en 1916 et lors de la bataille du Chemin des Dames. En 1917, elle est transférée sur le front est pour combattre les forces russes lors de l'offensive Kerenski. En octobre 1917, la division est déplacée sur le front italien où elle participe à la bataille de Caporetto. À partir du mois de décembre 1917, elle est transférée sur le front de l'ouest jusqu'à la fin de la guerre. Elle combat lors des offensives de printemps puis lors des combats défensifs de l'été et de l'automne 1918. La division est ensuite dissoute au cours de l'année 1919, après son retour en Allemagne.

## Guerre austro-prussienne de 1866

### Composition
- 9e brigade d'infanterie, général de division Gustav von Schimmelmann

8e régiment de grenadiers du Corps, colonel Emil von Berger
48e régiment d'infanterie (pl), colonel Karl von Diringshofen
- 10e brigade d'infanterie, Wilhelm von Kamienski (de)

12e régiment de grenadiers, colonel Kolmar von Debschitz (de)
18e régiment d'infanterie (de), colonel Karl von Kettler (de)
- Division de cavalerie 3e régiment d'uhlans (pl), lieutenant-colonel Eugen von Tresckow

## Guerre franco-allemande de 1870

### Composition
- 9e brigade d'infanterie

8e régiment de grenadiers du Corps
48e régiment d'infanterie (pl)
- 10e brigade d'infanterie

12e régiment de grenadiers
52e régiment d'infanterie (pl)
- 3e bataillon de chasseurs à pied (de)
- 12e régiment de dragons

### Historique
La 5e division participe à la guerre franco-allemande de 1870, elle est engagée dans les premières batailles du conflit à la Spicheren, à Mars-la-Tour et à Saint-Privas, elle est employée lors du siège de Metz. Après la capitulation de la place, la division est à nouveau engagée aux batailles de Beaune-la-Rolande, d'Orléans et du Mans.

## Première Guerre mondiale

### Composition

#### Temps de paix, début 1914
- 9e brigade d'infanterie (Brandebourg-sur-la-Havel)

8e régiment de grenadiers du Corps (Francfort-sur-l'Oder)
48e régiment d'infanterie (pl) (Küstrin)
- 10e brigade d'infanterie (Küstrin)

12e régiment de grenadiers (Francfort-sur-l'Oder)
52e régiment d'infanterie (pl) (Cottbus) et (Crossen-sur-l'Oder)
- 5e brigade de cavalerie (Francfort-sur-l'Oder)

2e régiment de dragons (pl) (Schwedt)
3e régiment d'uhlans (pl) (Fürstenwalde)
- 5e brigade d'artillerie de campagne (Francfort-sur-l'Oder)

18e régiment d'artillerie de campagne  (Francfort-sur-l'Oder)
54e régiment d'artillerie de campagne (Fürstenwalde), (Küstrin) et (Landsberg-sur-la-Warthe)

#### Composition à la mobilisation
- 9e brigade d'infanterie

8e régiment de grenadiers du Corps
48e régiment d'infanterie
- 10e brigade d'infanterie

12e régiment de grenadiers
52e régiment d'infanterie
- 5e brigade d'artillerie de campagne

18e régiment d'artillerie de campagne
54e régiment d'artillerie de campagne
- 3e bataillon de chasseurs à pied (de)
- 3 escadrons du 3e régiment de hussards
- 1re compagnie du 3e bataillon de pionniers « von Rauch » (1er bataillon de pionniers brandebourgeois)

#### Composition en 1916
Au cours de l'année 1916, la division passe d'une organisation à deux brigades et quatre régiments d'infanterie à organisation triangulaire d'une brigade de trois régiments d'infanterie.
- 10e brigade d'infanterie

8e régiment de grenadiers du Corps
12e régiment de grenadiers
52e régiment d'infanterie
- 5e brigade d'artillerie de campagne

18e régiment d'artillerie de campagne
54e régiment d'artillerie de campagne
- 3 escadrons du 3e régiment de hussards
- 1re et 3e compagnies du 3e bataillon de pionniers « von Rauch » (1er bataillon de pionniers brandebourgeois)

#### Composition en 1917
- 10e brigade d'infanterie

8e régiment de grenadiers du Corps
12e régiment de grenadiers
52e régiment d'infanterie
- 5e commandement d'artillerie divisionnaire

18e régiment d'artillerie de campagne
- 3 escadrons du 3e régiment de hussards
- 1re et 3e compagnies du 116e bataillon de pionniers

#### Composition en 1918
- 10e brigade d'infanterie

8e régiment de grenadiers du Corps
12e régiment de grenadiers
52e régiment d'infanterie
- 142e commandement d'artillerie divisionnaire

18e régiment d'artillerie de campagne
67e bataillon d'artillerie à pied (état-major et les 1re, 2e et 3e batteries)
- 3 escadrons du 3e régiment de hussards
- 1re et 3e compagnies du 116e bataillon de pionniers

### Historique
Au déclenchement du conflit, la 5e division d'infanterie forme avec la 6e division d'infanterie le 3e corps d'armée rattachée à la 1re armée allemande.

#### 1914
- 9 - 14 août : concentration dans la région d'Aix-la-Chapelle.
- 14 - 24 août : Passage en Belgique, le 19 août la division atteint Louvain.

22 août : engagée dans la bataille de Mons.
- 25 - 26 août : poursuite du BEF, combat à Solesmes. Engagée dans la bataille du Cateau, le 26 août.
- 26 août - 5 septembre : poursuite des armées alliées, combats le long de la Somme à la fin du mois d'août. Elle atteint Villers-Cotterêts le 1er septembre et la ligne Montmirail Viels-Maisons le 4 septembre.
- 6 - 10 septembre : engagée dans la bataille de la Marne, (bataille des Deux Morins).
- 11 septembre 1914 - 10 juin 1915 : retraite, puis stabilisation du front sur l'Aisne. Engagée dans la bataille de l'Aisne du 13 au 28 septembre. La division occupe une portion du front entre l'Oise et l'Aisne dans la région de Vailly et de Soissons.

13 janvier 1915 : combat dans la région de Soissons.

#### 1915
- 10 juin - 14 juillet : à compter du 10 juin, la 5e division d'infanterie n'est plus sous le commandement de la 1re armée. Retrait du front, à partir du 1er juillet mouvement dans la région de Douai.
- 14 juillet - 25 septembre : mouvement et occupation d'un secteur dans la région d'Arras. le 22 septembre, retrait du front.
- 26 septembre - 30 novembre : mouvement en Champagne, engagée dans la bataille de Champagne jusqu'au 9 octobre, puis organisation et occupation des nouvelles positions.
- 1er décembre 1915 - 2 février 1916 : retrait du front, mouvement en Belgique. À partir du 25 décembre, repos dans la région de Hirson et d'Avesnes.

#### 1916
- 2 février - 31 mai : mouvement dans la région de Spincourt. Engagée dans la bataille de Verdun dès le 21 février.

21 - 22 février : capture du bois de Ville.
23 février : capture du bois de la Wavrille.
24 - 25 février : capture de la cote de Louvémont et de la cote du Poivre.
25 février - 2 mars : combat pour la prise du village de Douaumont.
12 - 15 mars : engagée dans les combats du bois de la Caillette.
22 - 25 mai : engagée dans la défense du fort de Douaumont lors de l'attaque française du général Mangin.
- 26 mai - 18 juillet : retrait du front, repos. À partir du 1er juin, la division fait partie de la réserve de l'OHL.
- 19 juillet - 4 août : engagée dans la bataille de la Somme, dans le secteur de Longueval et du bois Delville. La division subit de fortes pertes durant cette période.
- 5 - 13 août : retrait du front et repos puis mouvement en direction de la Champagne.
- 14 août - 12 octobre : tenu d'un secteur en Champagne dans la région d'Auberive.
- 13 octobre - 16 décembre : retrait du front puis mouvement vers la région de Verdun. Occupation d'un secteur à proximité de Vaux. Éléments engagés en renfort lors de l'attaque française sur Verdun du 15 décembre.
- 16 décembre 1916 - 7 février 1917 : retrait du front, mouvement dans la région de Mulhouse ; repos. Mise en réserve de l'OHL.

#### 1917
- 7 février - 17 avril : occupation d'un secteur calme du front dans la région de Mulhouse et Ferrette, entre les Vosges et la frontière suisse.
- 17 avril - 4 mai : retrait du front, mouvement par Sedan et Montmédy vers la Champagne. Monte en renfort dans le secteur du Mont Haut, engagée dès le 23 avril dans la bataille des monts de Champagne ; la division subit de fortes pertes.
- 5 mai - 5 juillet : retrait du front, mouvement dans la région de Conflans et de Briey ; repos.
- 6 - 18 juillet : mouvement vers le front de l'Est dans la région de Zolotchiv.
- 19 juillet - 20 septembre : engagée pour contrer l'offensive Kerenski.

19 juillet : prise de Mackova-Gora.
20 - 21 juillet : combat pour prise de la ligne de chemin de fer et de la route reliant Jerzinia et Ternopil.
22 - 25 juillet : combat et progression en direction de la Siret, combat dans la forêt de Wielki-Las.
26 juillet - 20 septembre : occupation et organisation du terrain conquis dans la région de la Siret. Puis au début du mois de septembre relevée par la 6e division de réserve, repos.
- 20 septembre - 3 octobre : retrait du front et transfert sur le front italien[2].
- 3 octobre - 18 décembre : montée au front dans la région de l'Isonzo jusqu'au 23 octobre.

24 - 27 octobre : engagée dans la bataille de Caporetto, prise du Monte Hum le 26 octobre, puis du Monte San Giovanni, du Monte Spighi et de Castel del Monte le 27 octobre.
28 - 3 novembre : engagée dans la bataille d'Udine, poussée en direction du Tagliamento.
4 - 11 novembre : traversée du Tagliamento et progression en direction du Piave.
11 novembre - 18 décembre : organisation et occupation du terrain conquis dans les Alpes vénitiennes.
- 18 décembre 1917 - 20 janvier 1918 : retrait du front, mouvement par V.F. vers le front de l'Ouest en Champagne dans la région de la Butte du Mesnil, stationnement et repos.

#### 1918
- 21 janvier - 4 mars : repos et instruction dans la région de Chenois (près de Charleville). Puis mouvement au début de mars vers Anderlues et Resbaix près de Charleroi.
- 5 - 20 mars : déplacement nocturne par étapes par Maubeuge, Landrecies, Wassigny et Étaves. La division est au repos sur les arrières du front tenu par la 18e armée allemande[3]. Au cours de la nuit du 20 au 21 mars, la division prend à son compte une partie du front entre Lesdins et Remaucourt.
- 21 mars - 12 avril : engagée dans l'offensive Michaël.

21 mars : en soutien de la 25e division d'infanterie, progresse vers Morcourt et Fayet. Dans l'après-midi participe à l'attaque sur le bois d'Hornon et atteint Attilly dans la nuit.
22 mars : combat et progression sur l'axe Beauvois-en-Vermandois, Lanchy, Ugny-l'Équipée, Quivières, Croix-Moligneaux pour atteindre l'est de Falvy.
24 mars : combat et franchissement de la Somme à Falvy et Pargny, la division atteint Morchain dans la soirée.
25 mars : combat et prise d’Omiécourt.
26 mars : capture de Chaulnes.
27 mars : atteint Fouquescourt et Rouvroy-en-Santerre, franchissement de l'Avre.
28 mars : stabilisation du front près de Aubvillers, la division est placée en seconde ligne jusqu'au 3 avril. Elle a subi des pertes très lourdes.
3 - 12 avril : à nouveau réengagée dans le secteur entre Grivesnes et Sauvillers, les pertes sont lourdes.
- 13 avril - 23 mai : retrait du front, mouvement dans la région de Iron et Vadencourt ; repos et instruction.
- 23 - 26 mai : mouvement de nuit par étape pour rejoindre le secteur de l'Aisne, en passant par Parpeville, Monceau-le-Neuf, Assis-sur-Serre, Couvron, Laniscourt, Faucoucourt.
- 27 mai - 7 juin : engagée dans la Bataille de l'Aisne, dans la nuit du 26 au 27 mai, monte au front dans le secteur de Lizy. Puis combats et progression par Chavignon, Malmaison, Vregny, Pommiers, Mercin-et-Vaux, Pernant et est d'Ambleny.
- 7 juin - 18 juillet : retrait du front entre le 7 et le 13 juin, la division stationne vers Guise et Le Nouvion. Durant cette période, la grippe espagnole touche de nombreux hommes.
- 19 - 21 juillet : mouvement par étapes vers Anizy-le-Château en passant par Wassigny, Guise, Mesbrecourt.
- 22 juillet - 4 septembre : engagée dans les combats défensifs de la seconde bataille de la Marne dans la région de Buzancy. Poursuite des combats, retrait à partir du 2 août dans la région de Acy, puis tient un secteur dans la région de Ciry-Salsogne et de Sermoise. Repli sur l'Aisne vers Vailly-sur-Aisne[3].
- 5 - 28 septembre : retrait du front.
- 28 septembre - 5 novembre : la division est en ligne dans la région de Jonchery, puis elle est repoussée sur Prouvais, La Malmaison puis sur Nizy-le-Comte. À partir du 7 et jusqu'au 25 octobre, la division est en seconde ligne.

25 octobre - 5 novembre : engagée à nouveau vers Nizy-le-Comte, la division est repoussée vers Rozoy-sur-Serre, puis vers Brunehamel.
- 5 - 11 novembre : retrait sur la ligne de défense Anvers - Meuse. À partir du 12 novembre, la division entame son mouvement de repli vers l'Allemagne.

## Chefs de corps
| Grade                        | Nom                                 | Date                               |
| ---------------------------- | ----------------------------------- | ---------------------------------- |
| Generalmajor                 | Friedrich August Wilhelm von Brause | 5 septembre 1818 - 17 juin 1825    |
| Generalmajor                 | Konstantin von Zepelin (de)         | 18 juin 1825 - 17 mars 1835        |
| Generalmajor                 | Georg zu Hessen-Cassel              | 18 mars 1835 - 8 mai 1840          |
| Generalmajor                 | Albert de Prusse                    | 9 mai 1840 - 3 octobre 1844        |
| Generalmajor                 | Wilhelm von Pochhammer (de)         | 4 octobre 1844 - 14 mars 1848      |
| Generalmajor                 | Ludwig Roth von Schreckenstein      | 15 mars - 12 avril 1848            |
| Generalmajor                 | Heinrich von Holleben               | 13 avril - 3 novembre 1848         |
| Generalleutnant              | Karl von Canitz und Dallwitz        | 20 novembre 1849 - 25 avril 1850   |
| Generalleutnant              | Philipp von Wussow (de)             | 2 mai 1850 - 6 mai 1857            |
| Generalleutnant              | Karl August von Brandenstein        | 7 mai 1857 - 2 juillet 1858        |
| Generalleutnant              | Eduard Vogel von Falckenstein       | 3 juillet 1858 - 28 janvier 1863   |
| Generalleutnant              | Wilhelm von Tümpling                | 29 janvier 1863 - 29 octobre 1866  |
| Generalmajor/Generalleutnant | Wilhelm von Kamienski (de)          | 30 octobre 1866 - 29 octobre 1866  |
| Generalleutnant              | Ferdinand von Stülpnagel            | 16 juillet 1867 - 17 octobre 1871  |
| Generalleutnant              | Georg von der Groeben               | 13 janvier - 18 novembre 1872      |
| Generalleutnant              | Bernhard von Kessel                 | 22 novembre 1872 - 12 mai 1879     |
| Generalmajor/Generalleutnant | Walter von Loë                      | 13 mai 1879 - 11 janvier 1884      |
| Generalleutnant              | Barthold von Ditfurth               | 12 janvier 1884 - 11 juillet 1888  |
| Generalmajor                 | Heinrich von Holleben               | 12 juillet 1888 - 19 octobre 1891  |
| Generalleutnant              | Maximilian Vogel von Falckenstein   | octobre 1891 - 1er janvier 1896    |
| Generalleutnant              | Colmar von der Goltz                | 2 janvier 1896 - 23 juillet 1898   |
| Generalleutnant              | Oldwig von Natzmer (de)             | 24 juillet 1898                    |
| Generalleutnant              | Ernst Gustav Martin Köpke (de)      | 25 juillet 1898 - 7 juin 1901      |
| Generalleutnant              | Otto von Dulitz (de)                | 8 juin 1901 - 9 avril 1906         |
| Generalleutnant              | Limbrecht von Schlieffen (de)       | 10 avril 1906 - 21 mars 1910       |
| Generalmajor                 | Gustav Schuch                       | 22 mars - 3 juillet 1910           |
| Generalleutnant              | Richard von Süßkind-Schwendi        | 4 juillet 1910 - 30 septembre 1912 |
| Generalleutnant              | Georg Wichura                       | 1er octobre 1912 - 5 mai 1915      |
| Generalleutnant              | Arthur von Gabain                   | 6 mai - 2 juillet 1915             |
| Generalleutnant              | Georg Wichura                       | 3 juillet 1915 - 6 septembre 1916  |
| Generalleutnant              | Hasso von Wedel (de)                | 7 septembre 1916 - 4 juillet 1918  |
| Generalleutnant              | Georg Johow (de)                    | 5 juillet 1918 - 20 janvier 1919   |